# Bosiljka Pušić
Bosiljka Pušić (czarnog. Босиљка Пушић; ur. 2 maja 1936 w Ćuprii) – czarnogórska pisarka i poetka.

## Życiorys
W 1937 wraz z rodziną przeniosła się do Jagodiny, gdzie jej ojciec otworzył zakład zegarmistrzowski. W 1960 ukończyła studia na Wydziale Filozoficznym Uniwersytetu Belgradzkiego. Pracowała jako nauczyciel w szkole średniej w Hercegu Novim, zajmowała się także malarstwem.
W 1970 zadebiutowała tomikiem poezji Krila iste ptice. W dorobku literackim ma powieści, tomiki poetyckie, zbiory opowiadań, a także utwory dla dzieci. Opowieść Kavez przyniosła jej w 1973 zwycięstwo w konkursie literackim organizowanym przez pismo Prosvetni pregled. W 2004 otrzymała nagrodę „Živojin Pavlović” za książkę Kako preživeti brak.
W życiu prywatnym jest mężatką (mąż Ilija Pušić), ma dwoje dzieci.

## Twórczość

### Powieść
- 1985: Otvaranje lutke
- 2002: Kako preživeti brak
- 2002: Naranča i nož
- 2004: Narančin cvat
- 2008: Knjiga o Vojinu
- 2008: Naranče pod šlemom - trilogija
- 2011: Stimadur
- 2012: Ispod žižule
- 2013: Tondo
- 2016: Balada o Itani

### Opowiadania
- 1981: Kavez
- 1994: Otapanje
- 2000: Izlet u Žanjice

### Poezja
- 1970: Krila iste ptice.
- 1972: Privid igre.
- 1976: Pelin u reveru.
- 1980: Rukom prema snu.
- 1980: Druga voda).
- 1985: Dobošari na trgu.
- 1989: Svođenje reči.
- 2000: Pepeo i krik.

### Książki dla dzieci
- 2000: Hercegnovske čarolije
- 2000: Koga boli uvo kako ja rastem
- 2001: Ružičasti delfin
- 2003: Žabilijada
- 2004: Doživljaji magarčića Magića
- 2006: Kobajagična putovanja
- 2010: Plavojko
- 2010: Ko te šiša
- 2012: Kralj koji je pojeo i sebe